# Адрар (област в Алжир)
Вижте пояснителната страница за други значения на Адрар.
Адрар (на арабски: ولاية أدرار) е административна област в Югозападен Алжир. Разположена е в едноименното плато Адрар в западната част на най-голямата пустиня в света Сахара.
Областта е наречена на нейния административен център, който носи същото име – Адрар. Населението ѝ е 399 714 жители (по данни от април 2008 г.), а с площ от 439 700 кв. км е на 2-ро място в страната. Намира се в часова зона UTC+01. Телефонният ѝ код е +213 (0) 49.